# قائمة طيور العراق
قائمة بأنواع الطيور الموجودة في العراق ويوجد في العراق تحديداً 414 نوعاً، منها نوع منقرض في العراق ولكنه موجود خارجه وهي الحبارى الكبرى (ليست من ضمن القائمة التالية)، ونوعين أدخلهما البشر، و 52 نوعاً نادراً، و 18 نوعاً في قائمة المهدد بالانقراض عالمياً، وفيما يلي جميعها:

## غطاسيات

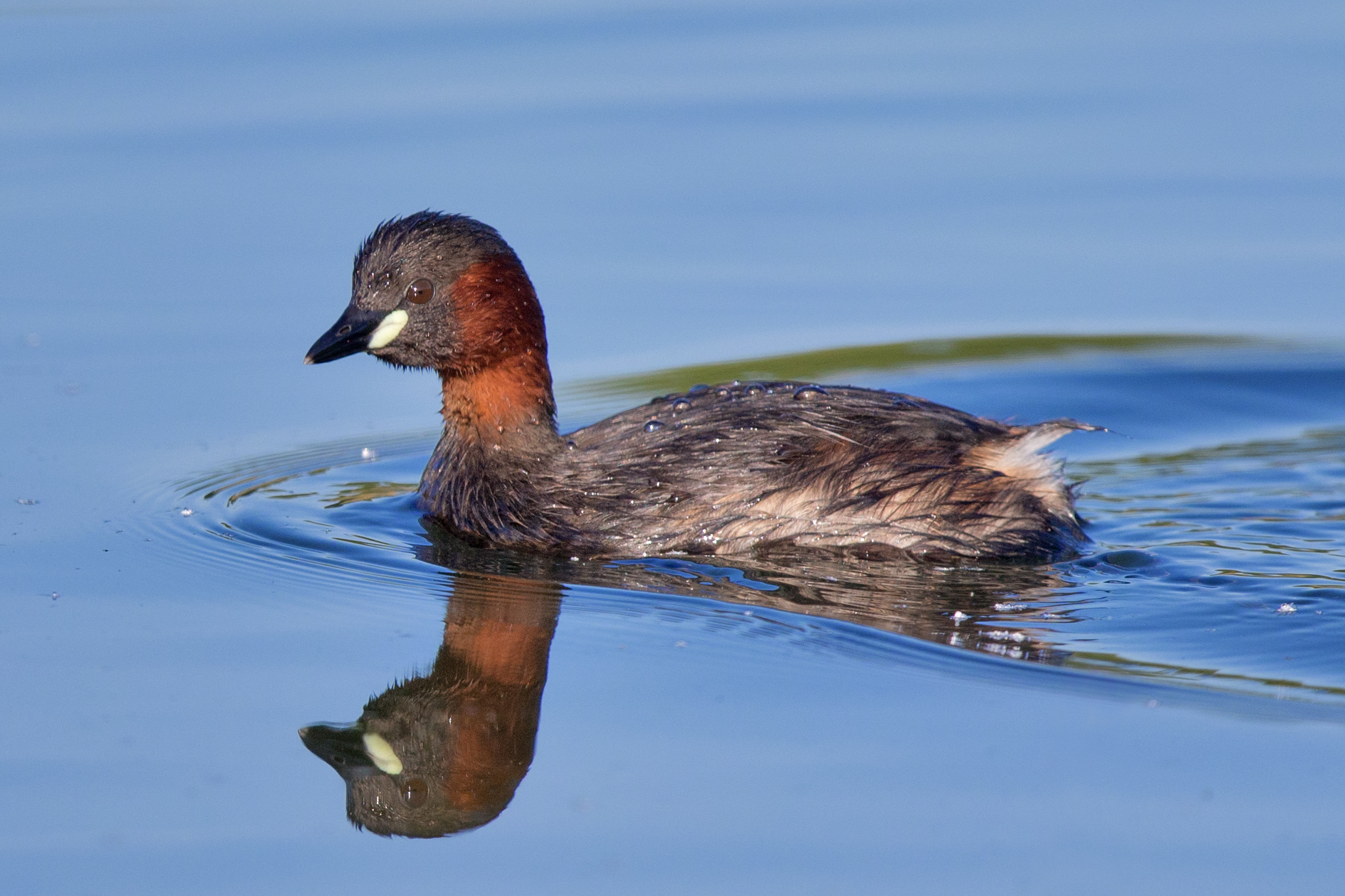
زهوت

الغطاسيات في العراق هي من الصغيرة إلى متوسطة إلى كبيرة الحجم من الطيور التي تغوص في المياه العذبة بفضل أصابعها المفصصة وهي ممتازة في السباحة والغوص هناك 20 نوعا في جميع أنحاء العالم و4 منها موجودة في العراق.
| التسمية الشائعة التسمية العلميَّة | الاسم المحلّي | النُويعة \ النُويعات التسمية العلميَّة | صورة | الوضع المحلّي | معلومات |
| ------------------------------- | ------------ | ---------------------------------- | ---- | ------------ | --- |
| زهوت Little grebe               | زهوت         | زهوت Tachybaptus ruficollis        |      | غم           | كان النعام العربي، الشهير أيضًا باسم النعام السوري، يقطن أغلب أنحاء الشَّام، في الصحاري والسُهول والسُهوب، حتَّى أواسط القرن العشرين. وقد انقرض نتيجة انتشار الأسلحة الناريَّة والسيَّارات والدرَّاجات السريعة بأيدي البدو والصيَّادين. أُعيد إدخال النُويعة حمراء العُنق من شمال أفريقيا إلى صحراء النقب من قِبل السُلطات البيئيَّة الإسرائيليَّة. |

- الغطاس الصغير زهوت
- الغطاس أحمر الرقبة
- الغطاس المتوج
- غطاس أسود الرقبة

## طيور استوائية

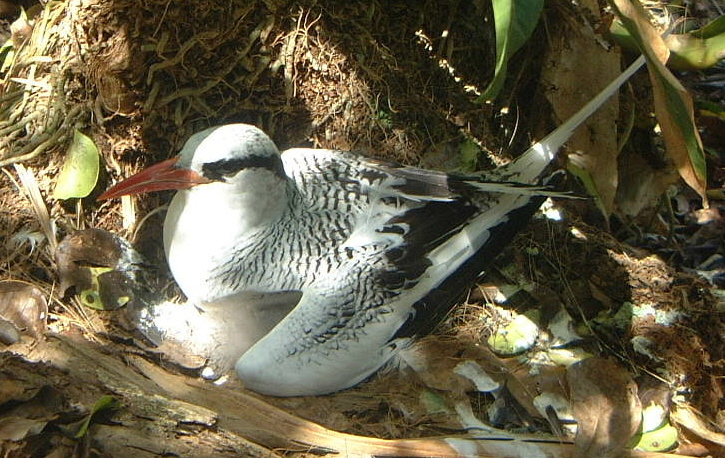
رئيس البحر أحمر المنقار

الطيور الاستوائية وهي طيور بيضاء نحيلة من المحيطات الاستوائية لها ريش في الذيل تمتد إلى حوالي 30 سم خلفها ورؤوسها وأجنحتها طويلة وفيها علامات سوداء. وهناك 3 أنواع في جميع أنحاء العالم، نوع واحد منها يوجد في العراق.
- الطائر الاستوائي احمر المنقار

## البجع
البجع هي طيور مائية كبيرة تمتاز بوجود جيب تحت المنقار كما هو الحال مع أنواع آخرى من البجعيات، لها أقدام مع أربع أصابع. هنالك 8 أنواع في جميع أنحاء العالم، ثلاثة منها توجد في العراق.
- البجع الأبيض
- البجع الوردي
- البجع الدالماسي

## الغاقيات

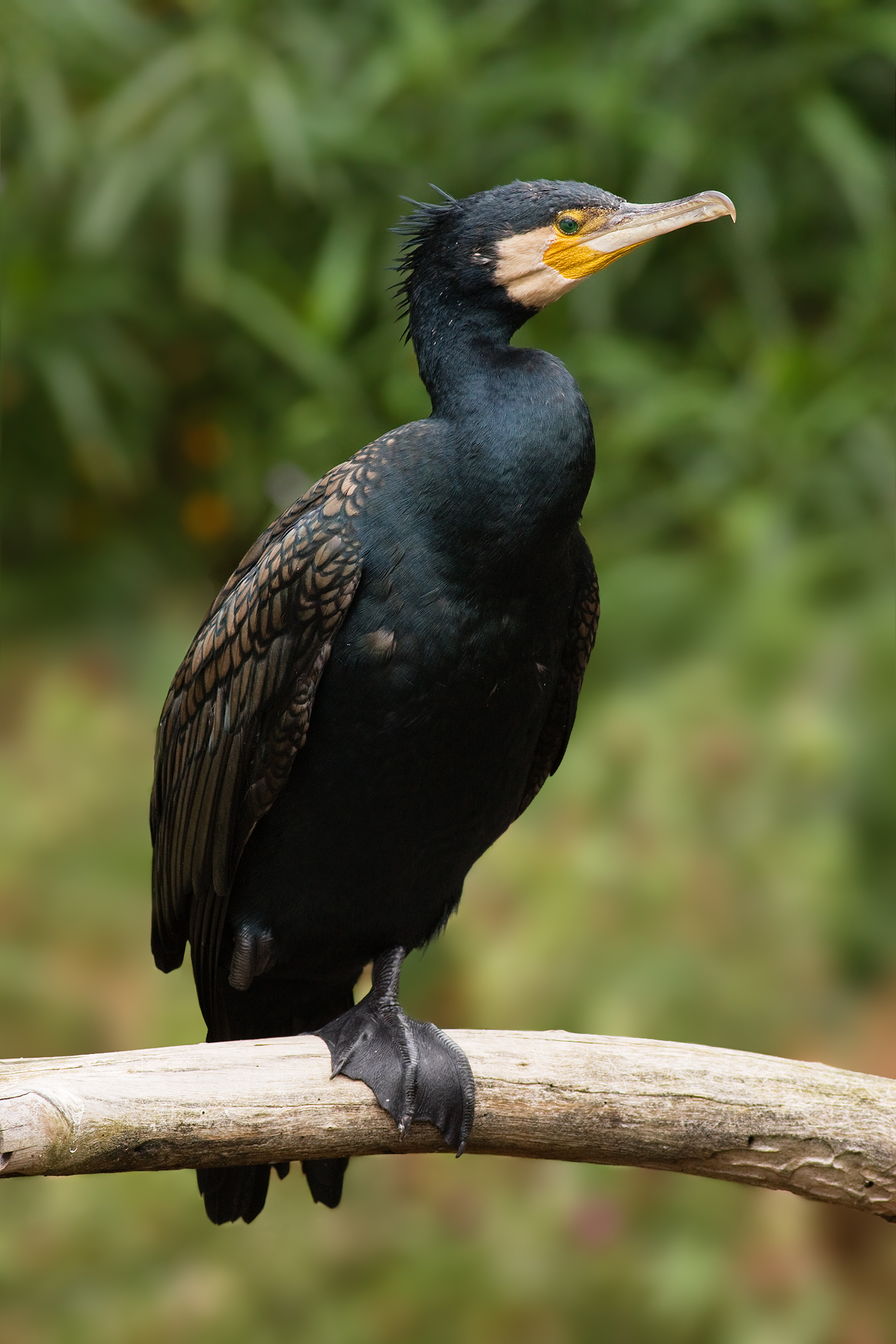
غراب البحر

الغاقيات هي من عائلة الطيور البحرية الساحلية والأكلة للأسماك المتوسطة إلى الكبيرة، وهناك 38 نوعا في جميع أنحاء العالم واربعة منها توجد في العراق.
- غراب البحر
- غراب البحر السوقطري
- غاق شائع
- غاق قزم

## القاذفات
- قاذف أحمر

## الواق الطائر والبلشونيات والبلشونيات البيضاء
الواق والبلشونيات والبلشونيات البيضاء [الإنجليزية] تنتمي إلى رتبة البلشونيات وهي من عائلة اللقلقيات.
يوجد منها في العالم 61 نوعاً، يتواجد منها 12 نوعاً في العراق.
- البلشون الرمادي
- البلشون الجبار
- البلشون الإرجواني
- البلشون الأبيض الكبير
- بلشون الصخر
- بلشون أبيض صغير
- بلشون البحيرات الذهبي
- بلشون البرك الهندي
- أبو قردان
- بلشون أخضر الظهر
- بلشون الليل
- واق أوراسي

## الطائر مطرقي الرأس
وهو أيضاً من اللقلقيات.
- الطائر مطرقي الرأس

## اللقالق
- اللقلق الأبيض
- اللقلق الأسود

## آباء منجل وآباء ملعقة
- أبو منجل المحرم
- أبو منجل ناسك
- أبو منجل اللماع
- أبو ملعقة أبيض

## النحام الوردي
- نحام أكبر

## البط والإوز والإوز العراقي

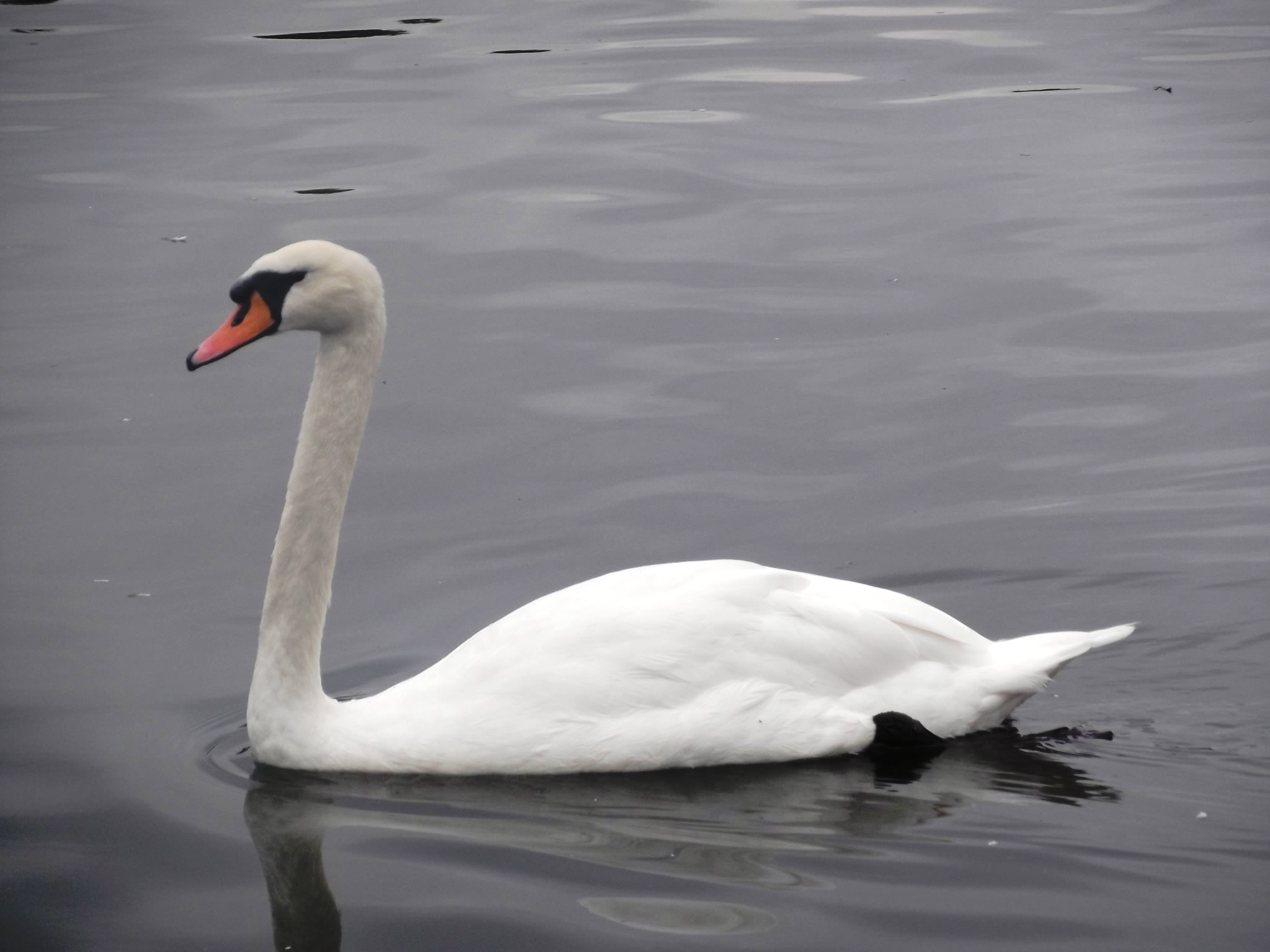
تم أخرس

- تم أخرس
- تم التندرا
- وزة غراء
- إوزة غراء صغيرة
- إوزة ربداء
- وزة حمراء الصدر
- بط أبو فروة
- شهرمان مألوف
- أوز قزم قطني
- صواي
- بط أعقف
- بط سماري
- الحذف الشتوي (بطة)
- بركة (طائر)
- بلبول شمالي
- شرشير صيفي
- شرشير مخطط
- أبو مجرفة شمالي
- حمرواي
- بطة حديدية
- زرقاي
- بط إسكوبي
- بط ذهبي العين
- بلقشة بيضاء
- بلقشة حمراء الصدر
- بط أبيض الوجه
- بلقشة شائعة
- ونس

## العقاب النساري
وهو طائر جارح.
- العقاب النساري

## الباز والعقاب والحدأة والهار
- حوام النحل الأوربي
- حدأة حمراء
- حدأة سوداء
- عقاب سمك بالاس
- عقاب أبيض الذنب
- نسر أبو ذقن
- رخمة مصرية
- نسر أسمر
- نسر رمادي
- عقاب صرارة
- عقاب حكيم
- مرزة المستنقعات
- مرزة الدجاج
- مرزة باهتة
- أبو شودة
- بيدق
- باشق أوراسي
- حوام السهول
- صقر جراح
- عقاب سعفاء صغرى
- عقاب سعفاء كبرى
- عقاب السهوب
- عقاب ملكي شرقي
- عقاب ذهبية
- عقاب بونلي
- عقاب مسيرة صغرى

## الصقور والكاراكارا
- عويسق
- صقر الجراد
- لزيق (طائر)
- يؤيؤ
- شويهين
- صقر حر
- صقر الغزال
- الشاهين البربري
- شاهين

## الدراج والحجل
- ديك الثلج القزويني
- حجل شوكار
- الصفرد
- دراج عراقي
- سمان

## الكركي
- رهو
- كركي رمادي

## طيور المرعة ودجاج الماء والغرة
- مرعة الماء
- مرعة الغيط
- مرعة صغيرة
- مرعة بايلون
- مرعة منقطة
- دجاجة السلطان رمادية الرأس
- دجاجة الماء
- غر أوراسي

## الحباريات
- حبارى كبرى
- حبارى
- حباري مك كويين
- حباري صغيرة

## الحنكور
- الحنكور

## صائد المحار
- أكل المحار

## النكات والطول
- أبو المغازل
- نكات العالم القديم

## الكروان الصحراوي
- الكروان الصحراوي

## أبو اليسر والجواديات
- كروان عسلي
- أبو اليسر مطوق
- أبو اليسر أسود الجناح

## الزقزاقاوات وأبو الطيط
- أبو طيط ذو العرف
- قطقاط شوكي الجناح
- قطقاط أحمر اللغد
- قطقاط اجتماعي
- قطقاط أبيض الذيل
- قطقاط ذهبي أوروبي
- رسول الغيث الرمادي
- رسول الغيث المطوق
- قطقاط مطوق صغير
- زقزاق ثلجي
- قطقاط الرمل صغير
- قطقاط الرمل الكبير
- زقزاق قزويني
- زقزاق أوراسي
- زقزاق المحيط الهادئ الذهبي

## طيطوي وشنقب وما يشبهه
- ديك الغاب
- شنقب صغير
- شنقب كبير
- شنقب شائع
- بقويقة سلطانية سوداء الذيل
- بقويقة سلطانية مخططة الذيل
- كروان الماء صغير
- كروان الماء
- طيطوي أحمر الساق أرقط
- طيطوي أحمر الساق
- طيطوي المستنقع
- طيطوي أخضر الساق
- طيطوي أخضر
- طيطوي الغياط
- طيطوي نكات
- طيطوي شائع
- دريجة حمراء
- مدروان
- دريجة صغيرة
- دريجة تمنكية
- دريجة كروانية
- دريجة ألبية
- دريجة عريضة المنقار
- دريجة شرسة
- فلروب أحمر الرقبة
- فلروب أحمر
- قنبرة الماء
- كروان الماء رفيع المنقار

## الكراكر والجيجر
- كركر بوماريني
- كركر قطبي

## النوارس
- نورس أسخم
- نورس شائع
- نورس أغبس
- نورس قزويني
- نورس أسود الرأس كبير
- نورس بني الرأس
- نورس أسود الرأس
- نورس مستدق المنقار
- نورس البحر المتوسط
- نورس صغير
- نورس هوجلن

## خطاف البحر
- خرشنة نيلية
- خرشنة قزوينية
- خرشنة بنغالية
- خرشنة سندويتشية
- خرشنة متوجة كبيرة
- خرشنة مألوفة
- خرشنة صغيرة
- خرشنة بيضاء الخدود
- خرشنة ملجمة
- خرشنة هجينة
- خطاف أبيض الجناح
- خطاف أسود

## القطويات
- قطا عراقي
- قطا مرقط
- قطا أسود البطن
- قطا متوج
- قطا مخطط

## الحمام واليمام والفواخت
- حمام جبلي
- حمام بري
- حمامة الغابة
- قمري (طائر)
- يمامة مطوقة أوراسية
- فاختة النخيل
- يمام طويل الذنب البالوم
- قمري الشرقي

## الببغاوات والمكاوات وما يشبهها
- البراكيت الأخضر

## الوقواق
- وقواق مرقط كبير
- وقواق اعتيادي

## البوم
- بومة مصاصة

## البوم الحقيقي
- بومة الأشجار المخططة
- ثبج أوروبي
- بوم أوراسي
- البوم الفرعوني
- بومة سمك بنية
- البومة السمراء
- بومة أم قويق
- بومة طويلة الأذن
- بومة قصيرة الأذن

## السبد
- سبد أوروبي
- سبد مصري

## السمام
- سمامة الصرود
- السمام المألوف
- سمامة باهتة
- سمامة صغيرة

## صياد السمك
- صياد السمك الأخضر
- قاوند أبيض الصدر
- صياد السمك الأبقع

## آكلات النحل
- وروار شرقي
- وروار أزرق الخد
- وروار أوروبي

## الشقراق
- شقراق أوروبي
- شقراق هندي

## الهدهد
- الهدهد

## نقار الخشب وما يشبهه
- لواء أوراسي
- نقار خشب مرقط صغير
- نقار خشب مرقط أوسط
- نقار الخشب السوري
- نقار الخشب الأخضر

## القبرات
- قنبرة سوداء متوجة
- قنبرة بادية مصرية
- قبرة صحراوية
- قبرة هدهدية (مكاء)
- قبرة كلاندرا
- قنبرة الشرق كبيرة
- قبرة قصيرة الأصابع
- قنبرة قصيرة الأصابع صغيرة
- قبرة متوجة
- قنبرة الغياض
- قبرة الغيط
- قبرة مقرنة
- قنبرة الصحراء المقرنة

## السنونو والخطاف
- سنونو الرمل
- سنونو شاحب الزور
- خطاف المخازن
- عصفور الجنة أحمر العجز
- سنونو أبيض البطن

## الذعرات والجشنات
- ذعرة بيضاء
- ذعرة صفراء الرأس
- ذعرة صفراء
- ذعرة رمادية
- جشنة الصحراء
- جشنة طويلة المنقار
- جشنة الشجر
- جشنة الحقول
- جشنة حمراء الزور
- جشنة الماء

## البلابل
- بلبل أصفر العجز
- بلبل التمر
- بلبل أبيض الخد

## الخناق
- خناق رمادي

## الغطاسات
- الدنكلة

## النمنمة
- Winter wren نمنمة الشتاء

## العصافير
- عصفور الشوك الصنوبري
- عصفور الشوك السيبيري
- عصفور الشوك

## السمنات
- سمنة الصخور
- سمنة الصخور زرقاء
- دج مطوق
- شحرور (زرياب)
- دج الغيط
- سمنة حمراء الجناح
- سمنة مطربة
- سمنة كبيرة
- سمنة حمراء الحنجره

## الهوازج (الفصيات)
- هازجة مروحية الذنب
- نمنمة الشجر
- فصية رشيقة

## هوازج العالم القديم
- هازجة سيتي
- هازجة جرادة
- هازجة النهر
- هازجة سافي
- هازجة أم شارب
- هازجة السعد
- هازجة الغاب
- هازجة البطائح
- هازجة الغاب الكبيرة
- هازجة الغاب المصرية
- خنشع الزيتون
- خنشع ليموني
- نقشارة
- شفشافة
- نقشارة الجبال
- نقشارة بونلي الشرقية
- نقشارة الغاب
- نقشارة صفراء الحاجب
- أبو قلنسوة
- دخلة البساتين
- دخلة فيراني
- هازجة فيراني
- دخلة مخططة
- هازجة رأساء
- دخيخلة
- دخلة أم نظارة
- هازجة اورفين الشرقيه
- Desert whitethroat
- هازجة الصحراء الافريقية
- هازجة قصب البصرة

## صائدات الذباب
- ذبابي
- خاطف الذباب المطوق
- خاطف الذباب شبه المطوق
- خاطف الذباب أحمر الصدر
- أبو الحناء الأوروبي
- هزار
- عندليب
- مسهر
- أبو الحنا أبيض الزور
- دخلة حمراء
- حميراء دبساء
- حميراء
- قليعي أحمر
- أبلق أسود أبيض الرأس
- أبلق أبو طاقية
- أبلق هيوم
- أبلق شمالي
- أبلق حزين
- أبلق فنشي
- أبلق أحمر العجز
- أبلق أبقع
- أبلق أسود الأذن
- أبلق أحمر الذيل
- أبلق صحراوي
- أبلق أشهب
- Pied bush chat
- ستونشات أوروبي
- قليعي سيبيري
- حميراء صهباء الظهر

## الثرثارات
- ثرثارة عراقية
- ثرثارة شائعة

## القرقف طويل الذيل
- قرقف طويل الذيل

## القراقف
- قرقف حزين
- قرقف كبير
- قرقف أزرق

## خازنات البندق
- خازن البندق الأوراسي
- خازن البندق الغربي
- Eastern rock nuthatch خازن البندق الفارسي

## داب (زاحف الجدار)
- داب (طائر)

## قرقف البندول
- قرقف البندول

## الصفير
- صفير ذهبي

## الصرود
- صرد أحمر الظهر
- صرد محمر الذنب
- دقناش رمادي جنوبي
- دقناش صردي
- صرد مقنع
- صرد أحمر القنة

## الغربان والقيق والأساحم والعقاعق
- قيق أوراسي (أبو زريق الأوراسي)
- عقعق أوروبي
- زمت أحمر المنقار
- زمت ألبي
- زاغ زرعي
- غداف شائع
- زاغ الجيف
- غراب أحيمر العنق
- غراب أسحم
- غراب مقنع

## الزرازير
- المينة
- زرزور وردي
- زرزور شائع

## الدرسات والعصافير وآكلات الحبوب
- درسة صفراء
- درسة الصخور
- درسة شامية
- درسة الشعير
- درسة صدئية
- درسة صفراء الصدر
- درسة سوداء الراس
- درسة حمراء الرأس
- درسة الغاب
- درسة القمح
- درسة الصنوبر

## السسكن والقرزبيل
- حسون الظالم
- شرشور
- عصفور وردي
- حسون أخضر أوروبي
- حسون ناري
- حسون الشوك
- حسون أوراسي
- حسون أصفر المنقار
- عصفور تفاحي
- كناري أوروبي
- نعار
- بلبل زيتوني
- زمير وردي
- عصفور وردي صحراوي
- Eurasian crimson-winged finch
- دغناش أوراسي
- نعار أحمر الجبهة

## العصافير
- دوري شائع
- دوري لاتيني
- دوري البحر الميت
- دوري أوراسي
- دوري الصخر
- عصفور الصخر الباهت
- White-winged snowfinch
- Yellow-throated sparrow